# Kygo
Kyrre Gørvell-Dahll (Bergen, 11 de setembro de 1991), conhecido profissionalmente como Kygo (norueguês: [ˈkỳːɡuː]), é um DJ, compositor e produtor musical norueguês. Ele ganhou atenção internacional com seu remix de dezembro de 2013 da faixa "I See Fire" de Ed Sheeran e com seu single "Firestone" de dezembro de 2014 (com a participação de Conrad Sewell). No final de 2015, Kygo alcançou um bilhão de streams no Spotify mais rápido do que qualquer outro artista se tornando o primeiro artista da plataforma a atingir essa marca, e em junho de 2016, ele já havia atingido dois bilhões de streams.
Desde então, Kygo lançou vários singles de sucesso, como "Stole the Show", "Carry On" e "Stay" em 2015, "It Ain't Me", em colaboração com Selena Gomez, em 2017, e um remix de 2019 de "Higher Love" interpretado por Whitney Houston, todos estreando em diversas paradas internacionais. Seu álbum de estreia, Cloud Nine, foi lançado em 13 de maio de 2016.
Kygo se tornou o primeiro produtor de música house a se apresentar em uma cerimônia de encerramento dos Jogos Olímpicos, durante as Olimpíadas do Rio 2016. Em março de 2018, a Billboard classificou Kygo em terceiro lugar no ranking de músicos de dance da Billboard Dance 100. No mesmo ano, ele foi classificado em 32.º lugar na lista dos 100 melhores DJs do mundo da DJ Mag.
O nome artístico Kygo é derivado das duas primeiras letras de seu nome e sobrenome, gerado durante seu uso do Itslearning (uma plataforma de aprendizado norueguesa).

## Biografia
Kyrre Gørvell-Dahll nasceu em 11 de setembro de 1991, em Singapura, filho de pais noruegueses, e foi criado em Bergen, na Noruega. Ele é filho de Kjersti Gjerde, dentista na Noruega, e Lars Gørvell-Dahll, que trabalhava no exterior na indústria marítima. Kyrre tem um meio-irmão mais velho chamado Mads, duas irmãs mais velhas, Johanne e Jenny, e um meio-irmão mais novo, Sondre. Durante a infância, viveu e viajou com a família por países como Brasil, Japão, Quênia e Egito.
Kygo começou a ter aulas de piano aos seis anos e se considera mais pianista do que DJ. Parou as aulas aos 15 ou 16 anos e passou a produzir música usando o programa Logic Studio e um teclado MIDI, aprendendo por meio de vários tutoriais no YouTube. Quando decidiu seguir carreira musical em tempo integral, estava na metade de um curso de administração e finanças na Heriot-Watt University, em Edimburgo, na Escócia. Ele cita o DJ sueco Avicii como sua principal inspiração.

## Discografia

### Álbuns de estúdio
| Título                                                                                        | Detalhe do álbum                                                                        | Posições em paradas músicais | Posições em paradas músicais | Posições em paradas músicais | Posições em paradas músicais | Posições em paradas músicais | Posições em paradas músicais | Posições em paradas músicais | Posições em paradas músicais | Posições em paradas músicais | Posições em paradas músicais | Certificações                                                            |
| Título                                                                                        | Detalhe do álbum                                                                        | AUS                          | AUT                          | BEL                          | FRA                          | ALE                          | HOL                          | SUE                          | SUI                          | UK                           | EUA                          | Certificações                                                            |
| --------------------------------------------------------------------------------------------- | --------------------------------------------------------------------------------------- | ---------------------------- | ---------------------------- | ---------------------------- | ---------------------------- | ---------------------------- | ---------------------------- | ---------------------------- | ---------------------------- | ---------------------------- | ---------------------------- | ------------------------------------------------------------------------ |
| Cloud Nine                                                                                    | - Lançamento: 13 de maio de 2016 - Gravadora: Sony - Formatos: CD, digital download     | 13                           | 16                           | 9                            | 10                           | 6                            | 4                            | 2                            | 1                            | 3                            | 11                           | - BPI: ouro - GLF: platina - MC: platina - NVPI: 2× platina - RIAA: ouro |
| Kids in Love                                                                                  | - Lançamento: 3 de novembro de 2017 - Gravadora: Sony - Formatos: CD, digital download  | 42                           | —                            | 68                           | 55                           | 91                           | 22                           | 3                            | 34                           | 35                           | 73                           | - BPI: prata - NVPI: platina                                             |
| Golden Hour                                                                                   | - Lançamento: 29 de maio de 2020 - Gravadora: Sony - Formatos: CD, digital download     | 9                            | 20                           | 29                           | 34                           | 42                           | 8                            | 5                            | 4                            | 2                            | 18                           |                                                                          |
| Thrill Of The Chase                                                                           | - Lançamento: 11 de novembro de 2022 - Gravadora: Sony - Formatos: CD, digital download | —                            | —                            | —                            | —                            | —                            | —                            | 27                           | 32                           | —                            | —                            |                                                                          |
| KYGO                                                                                          | - Lançamento: 21 de junho de 2024 - Gravadora: Sony - Formatos: CD, digital download    | —                            | 52                           | 105                          | 44                           | 86                           | 49                           | 20                           | 7                            | 62                           | 97                           |                                                                          |
| "—" indica que a gravação não foi incluída nas paradas ou não foi distribuída naquela região. |                                                                                         |                              |                              |                              |                              |                              |                              |                              |                              |                              |                              |                                                                          |

### Extended plays
| Título     | Detalhe do álbum                                                                           |
| ---------- | ------------------------------------------------------------------------------------------ |
| Stargazing | - Lançamento: 21 de setembro de 2017 - Gravadora: Sony, Ultra - Formatos: Digital download |

## Singles

### Como artista principal
| Título                                                                                        | Ano  | Posições em paradas músicais | Posições em paradas músicais | Posições em paradas músicais | Posições em paradas músicais | Posições em paradas músicais | Posições em paradas músicais | Posições em paradas músicais | Posições em paradas músicais | Posições em paradas músicais | Posições em paradas músicais | Certificações | Álbum               |  |
| Título                                                                                        | Ano  | AUS                          | AUT                          | BEL                          | FRA                          | ALE                          | HOL                          | SUE                          | SUI                          | UK                           | EUA                          | Certificações | Álbum               |  |
| --------------------------------------------------------------------------------------------- | ---- | ---------------------------- | ---------------------------- | ---------------------------- | ---------------------------- | ---------------------------- | ---------------------------- | ---------------------------- | ---------------------------- | ---------------------------- | ---------------------------- | --- | ------------------- |  |
| "Firestone" (featuring Conrad Sewell)                                                         | 2014 | 10                           | 5                            | 4                            | 5                            | 3                            | 4                            | 2                            | 4                            | 8                            | 92                           | - ARIA: 3× platina - BEA: platina - BPI: 2× platina - BVMI: platina - GLF: 5× platina - MC: 2× platina - NVPI: platina - RIAA: platina  | Cloud Nine          |  |
| "Stole the Show" (featuring Parson James)                                                     | 2015 | —                            | 5                            | 7                            | 1                            | 2                            | 3                            | 1                            | 3                            | 24                           | —                            | - ARIA: platina - BEA: platina - BPI: ouro - BVMI: platina - GLF: 5× platina - MC: 2× platina - RIAA: platina                           | Cloud Nine          |  |
| "Nothing Left" (featuring Will Heard)                                                         | 2015 | —                            | 58                           | 7                            | 55                           | 57                           | 81                           | 14                           | 26                           | 79                           | —                            | | Cloud Nine          |  |
| "Stay" (featuring Maty Noyes)                                                                 | 2015 | —                            | 30                           | 24                           | 72                           | 38                           | 10                           | 3                            | 11                           | 20                           | —                            | - ARIA: ouro - BEA: ouro - BPI: ouro - MC: 2× platina - RIAA: ouro                                                                      | Cloud Nine          |  |
| "Raging" (featuring Kodaline)                                                                 | 2016 | —                            | 47                           | 2                            | 64                           | 69                           | 26                           | 6                            | 24                           | 42                           | —                            | - BPI: prata | Cloud Nine          |  |
| "Carry Me" (featuring Julia Michaels)                                                         | 2016 | —                            | —                            | 40                           | 97                           | —                            | 81                           | —                            | —                            | —                            | —                            | - MC: ouro | Cloud Nine          |  |
| "It Ain't Me" (with Selena Gomez)                                                             | 2017 | 4                            | 2                            | 4                            | 6                            | 2                            | 3                            | 2                            | 3                            | 7                            | 10                           | - ARIA: 4× platina - BEA: 2× platina - BPI: platina - GLF: 7× platina - MC: 7× platina - RIAA: platina - RMNZ: platina - SNEP: diamante | Stargazing          |  |
| "First Time" (with Ellie Goulding)                                                            | 2017 | 29                           | 23                           | 1                            | 79                           | 28                           | 22                           | 6                            | 14                           | 34                           | 67                           | - ARIA: platina - BPI: prata - GLF: 3× platina - MC: platina - RIAA: ouro - SNEP: ouro                                                  | Stargazing          |  |
| "Stargazing" (featuring Justin Jesso)                                                         | 2017 | 40                           | 18                           | 32                           | 33                           | 14                           | 12                           | 8                            | 9                            | 44                           | —                            | - BEA: ouro - BPI: prata - MC: platina                                                                                                  | Stargazing          |  |
| "Kids in Love" (featuring The Night Game)                                                     | 2017 | —                            | 52                           | 10                           | —                            | 90                           | —                            | 19                           | 33                           | 99                           | —                            | | Kids in Love        |  |
| "Stranger Things" (featuring OneRepublic)                                                     | 2018 | —                            | —                            | —                            | —                            | —                            | —                            | 56                           | 48                           | —                            | —                            | - MC: ouro | Kids in Love        |  |
| "Remind Me to Forget" (featuring Miguel)                                                      | 2018 | 14                           | 4                            | 8                            | 27                           | 14                           | 18                           | 3                            | 2                            | 69                           | 63                           | - ARIA: 2× platina - BEA: ouro - MC: 2× platina - SNEP: ouro                                                                            | Kids in Love        |  |
| "Born to Be Yours" (with Imagine Dragons)                                                     | 2018 | 18                           | 12                           | 41                           | 85                           | 22                           | 36                           | 4                            | 5                            | 54                           | 74                           | - ARIA: 2× platina - BPI: prata - MC: platina - RMNZ: ouro - SNEP: ouro                                                                 | Non-album singles   |  |
| "Happy Now" (com Sandro Cavazza)                                                              | 2018 | 50                           | 53                           | 26                           | 168                          | 53                           | 24                           | 3                            | 20                           | —                            | —                            | - ARIA: ouro - BEA: ouro | Non-album singles   |  |
| "Think About You" (featuring Valerie Broussard)                                               | 2019 | —                            | 61                           | 3                            | —                            | 67                           | —                            | 12                           | 32                           | 82                           | —                            | - MC: ouro | Non-album singles   |  |
| "Carry On" (with Rita Ora)                                                                    | 2019 | 43                           | 47                           | 40                           | 104                          | 46                           | 35                           | 14                           | 28                           | 26                           | —                            | - ARIA: ouro - BPI: prata - MC: ouro | Non-album singles   |  |
| "Not Ok" (with Chelsea Cutler)                                                                | 2019 | —                            | —                            | —                            | —                            | —                            | —                            | 27                           | 47                           | —                            | —                            | | Non-album singles   |  |
| "Higher Love" (with Whitney Houston)                                                          | 2019 | 20                           | 20                           | 4                            | 71                           | 22                           | 27                           | 9                            | 10                           | 2                            | 63                           | - ARIA: 2× platina - BEA: platina - BPI: platina - MC: 2× platina - RIAA: ouro                                                          | Golden Hour         |  |
| Forever Yours (Avicii Tribute) (com Avicii eSandro Cavazza)                                   | 2020 | 96                           | —                            | 49                           | —                            | 65                           | 25                           | 4                            | 25                           | 97                           | 9                            | PMB: 1× ouro | Non-album single    |  |
| "Like It Is" (with Zara Larsson and Tyga)                                                     | 2020 | —                            | 37                           | 39                           | 167                          | 41                           | 55                           | 4                            | 9                            | 49                           | —                            | PMB: 1× ouro | Golden Hour         |  |
| "I'll Wait" (with Sasha Sloan)                                                                | 2020 | —                            | 71                           | —                            | —                            | 89                           | —                            | 28                           | 21                           | —                            | —                            | | Golden Hour         |  |
| "Freedom" (featuring Zak Abel)                                                                | 2020 | —                            | 51                           | —                            | —                            | 90                           | —                            | 23                           | 25                           | 77                           | —                            | | Golden Hour         |  |
| "Lose Somebody" (with OneRepublic)                                                            | 2020 | 31                           | 28                           | 33                           | —                            | 45                           | 30                           | 12                           | 20                           | 46                           | 88                           | - ARIA: platina - MC: platina - RIAA: ouro                                                                                              | Golden Hour         |  |
| "The Truth" (with Valerie Broussard)                                                          | 2020 | —                            | —                            | —                            | —                            | —                            | —                            | 61                           | 63                           | —                            | —                            | | Golden Hour         |  |
| "What's Love Got to Do with It" (with Tina Turner)                                            | 2020 | —                            | 23                           | 12                           | 120                          | 26                           | 58                           | 7                            | 6                            | 31                           | —                            | - BPI: prata - MC: ouro | Non-album singles   |  |
| "Hot Stuff" (with Donna Summer)                                                               | 2020 | —                            | —                            | 1                            | 138                          | 74                           | —                            | 25                           | 27                           | —                            | —                            | | Non-album singles   |  |
| "Gone Are The Days" (featuring James Gillespie)                                               | 2021 | —                            | —                            | 35                           | —                            | —                            | —                            | 21                           | 62                           | —                            | —                            | | Thrill Of The Chase |  |
| "Love Me Now" (featuring Zoe Wees)                                                            | 2021 | —                            | 62                           | —                            | —                            | 69                           | —                            | 17                           | 28                           | —                            | —                            | | Thrill Of The Chase |  |
| "Undeniable" (featuring X Ambassadors)                                                        | 2021 | —                            | —                            | —                            | —                            | —                            | —                            | 41                           | 55                           | —                            | —                            | | Thrill Of The Chase |  |
| "Dancing Feet" (featuring DNCE)                                                               | 2022 | —                            | —                            | 35                           | —                            | —                            | 53                           | 33                           | 60                           | —                            | —                            | | Thrill Of The Chase |  |
| "Never Really Loved Me" (with Dean Lewis)                                                     | 2022 | —                            | —                            | —                            | —                            | —                            | —                            | 16                           | 100                          | —                            | —                            | | Thrill Of The Chase |  |
| "Lost Without You" (with Dean Lewis)                                                          | 2022 | —                            | —                            | 40                           | —                            | —                            | —                            | 66                           | —                            | —                            | —                            | | Thrill Of The Chase |  |
| "Woke Up in Love" (with Gryffin and Calum Scott)                                              | 2022 | —                            | —                            | 38                           | —                            | —                            | —                            | 27                           | 42                           | —                            | —                            | | Thrill Of The Chase |  |
| "Say Say Say" (with Paul McCartney and Michael Jackson)                                       | 2023 | —                            | —                            | 33                           | 78                           | —                            | —                            | 41                           | —                            | —                            | —                            | | Non-album single    |  |
| "Whatever" (com Ava Max)                                                                      | 2024 | —                            | 20                           | 20                           | 27                           | 15                           | 19                           | 9                            | 15                           | 15                           | —                            | | KYGO                |  |
| "Stars Will Align" (com Imagine Dragons)                                                      | 2024 | —                            | —                            | —                            | —                            | —                            | —                            | —                            | —                            | —                            | —                            | | Non-album single    |  |
| "Hold On Me" (com Sandro Cavazza)                                                             | 2024 | —                            | —                            | —                            | —                            | —                            | —                            | —                            | —                            | —                            | —                            | | Non-album single    |  |
| "—" indica que a gravação não foi incluída nas paradas ou não foi distribuída naquela região. |      |                              |                              |                              |                              |                              |                              |                              |                              |                              |                              | |                     |  |

### Remixes
| Ano  | Titúlo                         | Artista original                                  |
| ---- | ------------------------------ | ------------------------------------------------- |
| 2013 | "Stay"                         | Rihanna featuring Mikky Ekko                      |
| 2013 | "The Wilhelm Scream"           | James Blake                                       |
| 2013 | "Limit to Your Love"           | James Blake                                       |
| 2013 | "Let Her Go"                   | Passenger                                         |
| 2013 | "Brother"                      | Matt Corby                                        |
| 2013 | "Resolution"                   | Matt Corby                                        |
| 2013 | "Caravan"                      | Passenger                                         |
| 2013 | "Jolene"                       | Dolly Parton                                      |
| 2013 | "Angels"                       | The xx                                            |
| 2013 | "No Diggity" vs. "Thrift Shop" | Ed Sheeran, Passenger and Macklemore & Ryan Lewis |
| 2013 | "Can't Afford It All"          | Jakubi                                            |
| 2013 | "Electric Feel"                | Henry Green                                       |
| 2013 | "Dancer"                       | Didrik Thulin                                     |
| 2013 | "I Don't Like You"             | Eva Simons                                        |
| 2013 | "High for This"                | Ellie Goulding                                    |
| 2013 | "Sexual Healing"               | Marvin Gaye                                       |
| 2013 | "I See Fire"                   | Ed Sheeran                                        |
| 2014 | "Younger"                      | Seinabo Sey                                       |
| 2014 | "Cut Your Teeth"               | Kyla La Grange                                    |
| 2014 | "Miami 82"                     | Syn Cole featuring Madame Buttons                 |
| 2014 | "Wait"                         | M83                                               |
| 2014 | "Shine"                        | Benjamin Francis Leftwich                         |
| 2014 | "Midnight"                     | Coldplay                                          |
| 2014 | "Often"                        | The Weeknd                                        |
| 2014 | "Dirty Paws"                   | Of Monsters and Men                               |
| 2015 | "Coming Over"                  | Dillon Francis, Kygo featuring James Hersey       |
| 2015 | "Take On Me"                   | A-ha                                              |
| 2016 | "Starboy"                      | The Weeknd featuring Daft Punk                    |
| 2017 | "Tired"                        | Alan Walker                                       |